# 昔胜镇区
昔胜镇区是缅甸掸邦勃欧自治区下辖的一个镇区，治所位于昔胜。